# 3-Hydroksyflawon
3-Hydroksyflawon, flawonol – organiczny związek chemiczny z grupy flawonoli (w których stanowi szkielet wyjściowy), będących podgrupą flawonoidów. Jest związkiem syntetycznym, niewystępującym naturalnie w roślinach. Wykazuje właściwości fluorescencyjne.

## Otrzymywanie
Flawonol otrzymuje się w reakcji Algara-Flynna-Oyamady, w której chalkonoid ulega cyklizacji oksydacyjnej tworząc flawonol.